# Hypericum papuanum
Hypericum papuanum, je varijabilna višegodišnja biljka iz porodice goračevki, pripada rodu pljuskavica ili travi sv. Ivana.
To je grm ili grmić s više-manje odrvenjelim stabljikama, koji naraste do 130 cm, iznimno do 200 cm. visine. Raširena je samo po Novoj Gvineji na visinama od 1800 do 3800 metara visine

## Sinonimi:
- Hypericum habbemense A.C.Sm.
- Hypericum hellwigii Lauterb.
- Hypericum kunaianum Gilli